# 殺人方程式
『殺人方程式 切断された死体の問題』（さつじんほうていしき せつだんされたしたいのもんだい）は、綾辻行人による推理小説。
1995年に、続編「鳴風荘事件 殺人方程式II」が刊行された。

## 書籍情報
- カッパ・ノベルス：1989年5月発行、ISBN 4-334-02813-6
- 光文社文庫：1994年2月9日発行、ISBN 978-4-334-71834-3、解説 由良三郎
- 講談社文庫：2005年2月15日発行、ISBN 978-4-06-274991-6

## あらすじ
東京都M市のマンション「レジデンスK」の屋上で、首と左腕を切断された男性の死体が見つかる。身元は不明だったが、間もなく同じマンションの2階から首が見つかり身元が判明する。死体は新宗教団体・御玉神照命会（みたまがみしょうめいかい）の教祖・貴伝名剛三だった。だが剛三は、境川を隔てた神奈川県S市の教団の本部ビルで“お籠もり”という部屋から一切出ない儀式の最中のはずだった。偶然にも事件のあった夜、警視庁の刑事が別件でレジデンスKを張り込んでおり、容疑者は貴伝名剛三の義理の息子・光彦と断定される。
あまりにも揃いすぎた証拠を不審に思った警視庁捜査一課の刑事・明日香井叶の双子の兄・響は、叶の振りをして不可解な殺人事件の謎に挑む。

## 登場人物

### 主要人物
明日香井 叶（あすかい きょう）
警視庁刑事部捜査一課の刑事。26歳。身長165cm。色白でおとなしそうな顔立ち。暴力が大嫌いな温厚な性格で、刑事にはあまり向いていない。大学卒業前に、2つ年下の女学生・深雪に恋をし、彼女に「刑事になること」を結婚の条件に出され刑事になった。父親は地元・札幌では名の知れた実業家。
明日香井 響（あすかい きょう）
叶の一卵性双生児の兄。京都の国立大学文学部哲学科に二浪の末合格、1年の休学と2度の留年をし、現在も大学生（6回生）。高校時代からずっと哲学者になるのが夢。煙草を1日60本吸うヘビースモーカー。親族や共通の友人らからは「ヒビク」「カナウ」と呼び分けられている。
明日香井 深雪（あすかい みゆき）
叶の妻。24歳。美人で気さく、料理もうまく、頭も悪くない。政治家の末娘で実家は金持ち。低血圧で朝に弱い。刑事という職業に異常な憧れを持っており、叶に結婚を申し込まれた際、「刑事になってくれるなら」と条件を出した。叶のことを「カナウ君」、響のことを「ヒビクさん」と呼ぶ。

### 警察
尾関 弘之（おぜき ひろゆき）
M警察署の刑事。39歳。警部補。
芳野（よしの）
23歳。M署の刑事。
多田 硬太郎（ただ こうたろう）
捜査一課長。叶の上司。警部。40代半ば。硬派な熱血漢。

### 御玉神照命会関係者
貴伝名 光子（きでな みつこ）
S市を中心に布教活動を行っている宗教法人「御玉神照命会（みたまがみしょうめいかい）」の教主。約20年前に「啓示」を受け、開祖となった。会員の尊敬・信奉の対象であった。JR横浜線に飛び込んで死亡したとされたが、数々の不審な点が見つかる。享年44。
貴伝名 剛三（きでな ごうぞう）
光子の夫。50歳。光子の全てを見透かしているような目に耐えられず殺害したが、アリバイを作るために愛人の元へ行っている間に遺体が消え、列車にひかれた。「御玉神照命会」の会長という肩書きだったが、光子の死後、教主を継いだ。何人も愛人を囲っている。
弓岡 妙子（ゆみおか たえこ）
「御玉神照命会」の広報部長。剛三の愛人。38歳。
浜崎 サチ（はまざき さち）
剛三の愛人。35歳。S市内でスナックを経営している。剛三に息子・和樹の認知を求めていた。
浅田 常夫（あさだ つねお）
照命会本部ビルの守衛。自身は会員ではないが、会員である伯父の紹介で警備員として雇われた。
塚原 雄二（つかはら ゆうじ）
照命会本部ビルの守衛。熱心な会員。
野々村 史朗（ののむら しろう）
事務局長。約12年前、回復を諦めかけていた病を光子の力で治してもらってから会員となったが、剛三が教主になってから信仰心が揺らぎ始める。
貴伝名 光彦（きでな みつひこ）
23歳。光子の息子。大学院生で、専攻は地球物理学。教団を毛嫌いしている。剛三とは血が繋がっておらず、軽蔑している。「レジデンスK」603号室の住人。

### その他
岸森 範也（きしもり のりや）
「レジデンスK」201号室の住人。経済学部の学生。1カ月前にサラリーマンを轢いてしまい、その死体を雑木林に捨ててしまった。死体は間もなく発見されたが、捜査の手は及ばず、安堵していたところへ、脅迫電話がかかってくる。
諸口 昭平（もろぐち しょうへい）
貴伝名剛三の遺体の第一発見者。「レジデンスK」の管理人。5年前に妻を亡くしてから照命会に入会した。
斎東 美耶（さいとう みや）
28歳。剛三の愛人。S市でブティックを経営している。
岬 映美（みさき えみ）
24歳。光彦と付き合っている。1年半前まで響と付き合っていた。
明日香井 ミヤコ（あすかい みやこ）
89歳。響・叶兄弟の父方の祖母で名付け親。2人が唯一頭が上がらない、明日香井家最大の権力者。孫が生まれたら「京」と名づけようと思っていたが双子が生まれ、どちらかに「京」と名づけるのは不公平だと思い、「キョウ」という音だけ採用し名づけた。